# Takuya Nishida
Pour les articles homonymes, voir Nishida.
Takuya Nishida est un joueur de shōgi professionnel japonais né le 25 août 1991 à Kyoto.

## Biographie et carrière
Takuya Nishida est né en août 1991 à Kyoto.
Il est devenu professionnel avec un classement de 4e dan en avril 2017 à l'âge de 25 ans, après avoir terminé premier du tournoi des 3e dan (octobre 2016-mars 2017) avec 15 victoires et 3 défaites.
En octobre 2017, il remporte le tournoi Sieryu de Kakogawa en battant Junpei Ide.
En 2020-2021, il se qualifie pour le tournoi principal de la Coupe Asahi et est battu en demi-finale par Hiroyuki Miura.
Il est classé 5e dan à partir de février 2021.
En 2021-2022, il se qualifie pour le tournoi principal du Kisei et est battu en quart de finale par Takuya Nagase.
En 2024, il se qualifie à nouveau pour le tournoi principal du Kisei et est battu en quart de finale par Amahiko Sato.
En août 2024, il se qualifie pour le tournoi principal du Osho qui est un tournoi toutes rondes entre sept joueurs.